# She’s a Rainbow
«She’s a Rainbow» (с англ. — «Она — радуга») — песня из альбома Their Satanic Majesties Request британской группы The Rolling Stones. Написана Миком Джаггером и Китом Ричардсом. В декабре 1967 года была также издана в виде сингла (с композицией «2000 Light Years from Home» из того же альбома на обратной стороне) и достигла #25 в Billboard Hot 100.
При записи музыканты использовали меллотрон. В аранжировании струнных инструментов участвовал Джон Пол Джонс, будущий участник Led Zeppelin.

## Музыканты
- Мик Джаггер — вокал, перкуссия
- Кит Ричардс — гитара, бэк-вокал
- Брайан Джонс — гитара, меллотрон, бэк-вокал
- Билл Уаймен — бас-гитара
- Чарли Уоттс — ударные

Дополнительный персонал
- Ники Хопкинс — фортепиано
- Джон Пол Джонс — аранжировки струнных